# Xylaria myosurus
Xylaria myosurus är en svampart som beskrevs av Mont. 1855. Xylaria myosurus ingår i släktet Xylaria och familjen kolkärnsvampar.   Inga underarter finns listade i Catalogue of Life.